# Paolo di Middelburg
Paolo di Middelburg o  Paulus van Middelburg (Middelburgo, 1445 – Roma, 13 dicembre 1534) è stato un medico e vescovo cattolico belga di lingua fiamminga. Fu medico del duca di Urbino nel 1480 e vescovo di Fossombrone dal 1494.

## Biografia
Studiò a Lovanio e ottenne una canonica nella sua città natale, ma poi la perse. Insegnò poi a Lovanio e nel 1480 fu chiamato da Venezia a una cattedra di scienze all'università di Padova e quindi viaggiò per l'Italia.
Diventò medico di Francesco Maria I della Rovere, da cui ottenne l'abbazia di Castel Durante (benedettina) nel 1488, e poi conquistò i favori di Massimiliano I d'Asburgo che lo raccomandò al papa facendolo nominare vescovo nel 1494.

## Opere
- (LA) Paulina de recta Paschae celebratione: et De die passionis Domini nostri Iesu Christi, Fossombrone, Ottaviano Petrucci, 1513.